# Гранта (журнал)
«Гранта» (англ. Granta) — літературний журнал та видавництво Великої Британії, місія якого зосереджена на «вірі в силу й актуальність оповіді як у художній, так і в науковій літературі, й у вищій здатності оповіді описувати, висвітлювати й втілювати в життя».

## Історія
Журнал «Гранта» під редакцією Рудольфа Чамберса Леманна (який згодом став головним дописувачем «Панча») 1889 року заснували студенти Кембриджського університету як періодичне видання, присвячене студентському життю та літературній діяльності студентів. Назвали журнал на честь середньовічної назви річки Кем, яка протікає через Кембридж (зараз таку назву мають дві притоки Кему).
У такому вигляді журнал мав довгу й визначну історію. В ньому публікувалися твори багатьох молодих письменників, які згодом стали відомими: Вільяма Емпсона, Майкла Фрейна, Теда Г'юза, Алана Александра Мілна, Сильвії Плат, Стіві Сміт та інших.
Протягом 1970-х видання, яке зіткнулось із фінансовими труднощами та байдужістю студентів, врятувала група зацікавлених аспірантів. У 1979 році «Гранта» була успішно відновлена як журнал «нової писемності» із авторами та аудиторією не лише з Кембриджу. Впродовж 16 років редактором відновленого журналу був журналіст Білл Бафорд. Наступним редактором, з 1995 по 2007, був Ієн Джек.

## Власники
У 1994 році Реа Гедерман, власниця часопису The New York Review of Books, придбала контрольний пакет акцій журналу. А в жовтні 2005 року власницею журналу стала Сігрід Раузінг, яка наразі є й редакторкою видання.

## Granta Books
У 1989 році тодішній редактор Буфорд заснував Granta Books. Заявленою метою Granta для свого відділу книжкового видавництва є публікація робіт, що "стимулюють, надихають, розглядають складні питання та досліджують цікаві періоди історії". Власниця Сігрід Раусінг висловлювалася про свою мету зберегти ці стандарти як для журналу, так і для книжкового відділу, говорячи в Financial Times: "[Granta] не буде публікувати жодних книг, які не можуть потенційно бути опубліковані в журналі. Ми використовуємо журнал як міру для наших книг... Ми більше не будемо орієнтуватися на те, що продається, як аргумент, оскільки мені здавалося, що ми стояли перед небезпекою втрати нашої винахідливості щодо того, що ми хочемо робити." Недавно опубліковані автори Granta Books включають Майкла Коллінза, Саймона Грея, Анну Фундер, Тіма Геста, Каспара Гендерсона, Луїз Стерн та Ольгу Токарчук.

## Наклад
Станом на 2006 рік наклад Гранти складав майже 50 000 примірників.